# Elymus caianus
Elymus caianus är en gräsart som beskrevs av Shou Liang Chen och Guang Hua Zhu. Elymus caianus ingår i släktet elmar, och familjen gräs.
Artens utbredningsområde är Tibet. Inga underarter finns listade i Catalogue of Life.